# Lodur
Lodur (norrønt Lóðurr) er en as i nordisk mytologi. I digtet Völuspá fra Ældre Edda bliver Lodur tilskrevet at have været med til at skabe de første mennesker, Ask og Embla, men bortset fra dette bliver han stort set ikke nævnt i bevarede kilder, og meget om ham er derfor ukendt.
Forskere har identificeret ham som både Loke, Vile, Ve og Frej, men der er ikke blevet skabt konsensus eller endegyldlige beviser om nogen af teorierne.